# Guoduwan (köpinghuvudort i Kina, Hubei Sheng, lat 31,99, long 111,26)
Guoduwan (kinesiska: 过渡湾, 过渡湾镇) är en köpinghuvudort i Kina. Den ligger i provinsen Hubei, i den centrala delen av landet, omkring 330 kilometer nordväst om provinshuvudstaden Wuhan. Antalet invånare är 9 498. Befolkningen består av 4 480 kvinnor och 5 018 män. Barn under 15 år utgör 10,0 %, vuxna 15-64 år 73 %, och äldre över 65 år 15,0 %.
Runt Guoduwan är det ganska tätbefolkat, med 86 invånare per kvadratkilometer. Närmaste större samhälle är Siping, 11,9 km väster om Guoduwan. I omgivningarna runt Guoduwan växer i huvudsak blandskog.
Genomsnittlig årsnederbörd är 1 119 millimeter. Den regnigaste månaden är augusti, med i genomsnitt 204 mm nederbörd, och den torraste är december, med 12 mm nederbörd.